# Afrotruljalia sordidula
Afrotruljalia sordidula är en insektsart som beskrevs av Andrej Vasiljevitj Gorochov 2005. Afrotruljalia sordidula ingår i släktet Afrotruljalia och familjen syrsor. Inga underarter finns listade i Catalogue of Life.